# Kayapa
Kayapa ist eine Stadtgemeinde in der philippinischen Provinz Nueva Vizcaya. Im Jahre 2015 zählte sie 23.714 Einwohner. Teile des Naturschutzgebietes Salinas Natural Monument liegen auf dem Gebiet der Gemeinde.
Kayapa ist in die folgenden 30 Baranggays aufgeteilt:
| - Acacia - Alang-Salacsac - Amilong Labeng - Ansipsip - Baan - Babadi - Balangabang - Balete - Banao - Besong - Binalian - Buyasyas - Cabalatan-Alang - Cabanglasan - Cabayo | - Castillo Village - Kayapa Proper East - Kayapa Proper West - Latbang - Lawigan - Mapayao - Nansiakan - Pampang - Pangawan - Pinayag - Pingkian - San Fabian - Talecabcab - Tidang Village - Tubongan |